# Остро

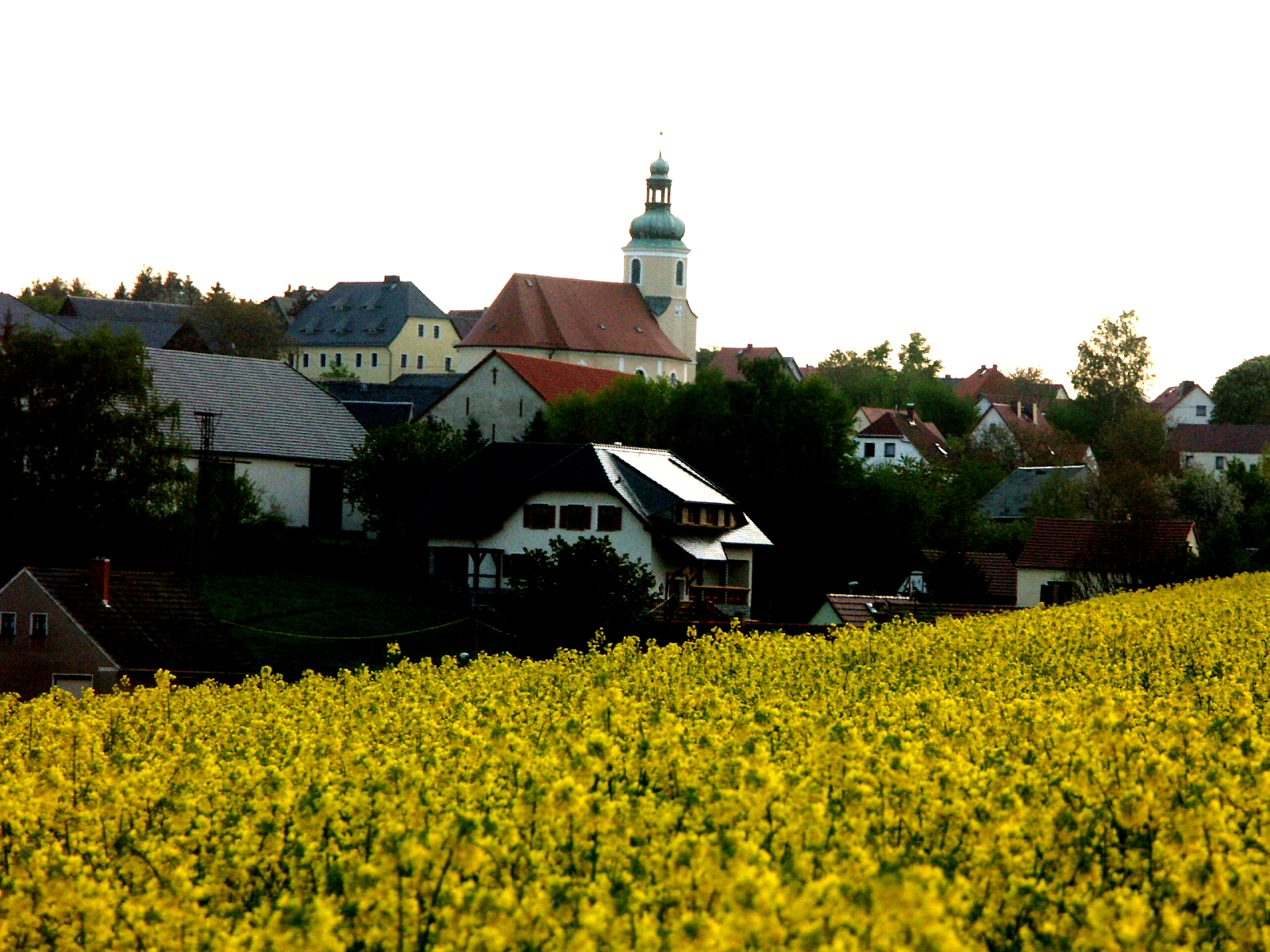

Остро або Вотрен (нім. Ostro) — село у Верхній Лужиці, Німеччина. Входить до складу комуни Паншвіц-Кукау району Баутцен в землі Саксонія. Підпорядковується адміністративному округу Дрезден.
Для більшості жителів села рідною є верхньолужицька мова.

## Історія
Вперше згадується в 1319 році за найменуванням Oztrow.
З 1974 по 1994 року входило до складу комуни Канневіц. З 1957 року входить до складу сучасної комуни Паншвіц-Кукау.
На даний час село входить до складу культурно-територіальної автономії «Лужицька поселенська область», на території якої діють законодавчі акти земель Саксонії і Бранденбурга, які сприяють збереженню лужицьких мов і культури лужичан.
Історичні німецькі назви

- Oztrow, Ostrowe, 1319
- Ostrow, 1319
- Ostra, 1531
- Ostro, 1548

## Населення
Офіційною мовою в населеному пункті, крім німецької, є також верхньолужицька мова.
Згідно із статистичним твором «Dodawki k statisticy a etnografiji łužickich Serbow» Арношта Муки, в 1884 році в селі проживало 258 осіб (100 % слов'янського населення).
Лужицький демограф Арношт Черник в своєму творі «Die Entwicklung der sorbischen Bevölkerung» вказує, що в 1956 році при загальній чисельності в 378 чоловік серболужицьке населення села становило 85,2 % (з них верхньолужицькою мовою активно володіла 231 особа, 13 — пасивно і 78 неповнолітніх володіли мовою).

## Відомі уродженці села
- Ян Буланк (1931—2002) — лужицький композитор і диригент.
- Йозеф Новак (1895—1978) — лужицький поет і драматург.

## Сайти
- Ostro / Wotrow, Historischen Ortsverzeichnis von Sachsen
- Ostro — Neustädtel, Офіціальний сайт комуни Паншвіц-Кукау
- Ostro — Вебсайт села Остро (нім.)
- Остро на сайті товариства Кирила і Мефодія